# Flanera

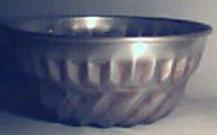
Flanera/vista general.

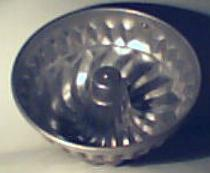
Flanera/vista interior.

La flanera es un accesorio de cocina que se utiliza, más comúnmente en los hogares, para que en su interior se cuaje el flan, (cuando se le cocina en el horno, siempre a baño María).

## Flanera familiar
La flanera de uso familiar, tiene un tamaño de aproximadamente 15 cm. de altura y 20 cm. de diámetro, esto es a los efectos de poder hacer un flan que permita obtener de él, alrededor de 12 porciones individuales.

## Material de construcción
Comúnmente es de aluminio, sin embargo las hay de acero inoxidable, vidrio térmico, silicona, cristal, y también de cobre. Todas ellas brindan muy buen resultado en su utilización y gozan de una prolongada durabilidad.

## Limpieza de la flanera
Debido a que antes de colocar en su interior la preparación (que concluirá cuajando en un flan) se la baña en caramelo, es necesario -al limpiarla- dejarla bastante tiempo en remojo para remover los restos de aquel, ya que es común que se adhieran a los intersticios del molde.

## Otros usos en la cocina
Si bien ha sido creada para hacer flanes, el ingenio del ama de casa ha sabido asignarle otras funciones de uso; como por ejemplo para realizar preparaciones como: budín de pan, budín de carne, budín de verduras, budín de carne y verduras, y tantos otros como puedan caber en la imaginación e ingenio de quien la utiliza en sus tareas culinarias.